# أحمد الشوم
أحمد علي الشوم (3 أغسطس 1983) هو لاعب كرة قدم لبناني سابق لعب كظهير أيسر لنادي الأنصار والمنتخب اللبناني.

## مهنة النادي
بدأ مسيرته المهنية مع نادي الأنصار في الدوري اللبناني الممتاز خلال موسم 1997–98. وفي موسمه الأول مع النادي، فاز بثلاثة ألقاب: لقب الدوري، وكأس النخبة اللبناني، الأول للنادي، وكأس السوبر اللبناني. في الموسم التالي، في 1998–99، فاز بلقب الدوري على التوالي، بالإضافة إلى كأس الاتحاد اللبناني.
واصل الفوز بالبطولات مع الأنصار، وساعد فريقه على الفوز بكأس النخبة وكأس الاتحاد خلال موسم 2000–01. وفي المواسم الأربعة التي تلت ذلك، بقي الأنصار بدون أي لقب، حتى موسم 2005–06، عندما فاز بالثنائية المحلية مع الأنصار، ورفع اللاعب كأس الدوري وكأس الاتحاد. وساعد الفريق مرة أخرى في الفوز بثنائية محلية أخرى في موسم 2006–07.
وفاز مع النادي بكأسين آخرين لكأس الاتحاد، في 2009–10 و2011–12، قبل اعتزاله في عام 2015. فاز الظهير الأيسر اللبناني بما مجموعه أربعة ألقاب للدوري، وست ألقاب لكأس لبنان، وكأسين للنخبة، وكأسين للاتحاد، وأربعة كؤوس سوبر خلال تواجده مع نادي الأنصار التي استمرت 14 موسمًا.

## مهنة دولية
لعب أول مباراة دولية له مع منتخب لبنان في 28 نوفمبر 2003، في تصفيات كأس آسيا 2004 ضد إيران. خسر لبنان اللقاء بنتيجة 1-0. وأول فوز له مع منتخب لبنان جاء في مباراته الودية يوم 8 فبراير 2004 ضد البحرين. لعب 18 مباراة مع منتخب لبنان بين عامي 2003 و2008.

## الحياة الشخصية
لدى الشوم شقيقان، سامي وقاسم، يلعبان كرة القدم أيضًا

## الإنجازات
الأنصار
- الدوري اللبناني الممتاز: 1997–98، 1998–99، 2005–06، 2006–07
- كأس الاتحاد اللبناني: 1998–99، 2001–02، 2005–06، 2006–07، 2009–10، 2011–12
- كأس النخبة اللبناني: 1997، 2000
- كأس الاتحاد اللبناني: 1999، 2000
- كأس السوبر اللبناني: 1997، 1998، 1999، 2012

## روابط خارجية
- أحمد الشوم – سجل منافسات الفيفا
- أحمد الشوم على موقع أف آي لبنان (FA Lebanon)
- أحمد الشوم على فرق كرة القدم الوطنية.كوم